# Laurence Stoddard
Laurence Ralph "Chick" Stoddard (født 22. december 1903 i New York, død 26. januar 1997 i Bridgeport, Connecticut) var en amerikansk roer og olympisk guldvinder.

## Idrætskarriere
Stoddard dyrkede både svømning og roning, mens han gik på Yale University. Otteren fra Yale Bulldogs repræsenterede USA ved OL 1924 i Paris med en besætning bestående af James "Babe" Rockefeller, Leonard Carpenter, Howard Kingsbury, Al Lindley, John Miller, Fred Sheffield, Benjamin Spock, Al Wilson med Stoddard som styrmand. Der deltog i alt ti både i konkurrencen, hvor amerikanerne sikkert vandt deres heat. I finalen var de ligeledes overlegne og vandt med mere end femten sekunder foran Canada på andenpladsen, mens Italien blev nummer tre.

## Videre karriere
Efter at have taget sin eksamen gik Stoddard ind i shippingbranchen, hvor han kom til arbejde i West India Shipping Company.

## OL-medaljer
- 1924:  Guld i otter